# Freixo (Almeida)
Freixo de Cima es una freguesia portuguesa del concelho de Almeida, con 17,30 km² de superficie y 217 habitantes (2001). Su densidad de población es de 12,5 hab/km².